# Zalo
Zalo je bezplatná aplikace pro zasílání zpráv a volání. Byla vyvinuta a vydána 8. srpna 2012 vietnamskou společností ViNaGame. Aplikace funguje ve verzích pro mobilní operační systémy Android, iOS a Windows Phone a počítačové operační systémy Windows a macOS.

## Historie
První verze aplikace byla vyvinuta a vydána 8. srpna 2012, získala pouze malý počet uživatelů. Další verze aplikace, uvedená v prosinci 2012, již získala větší ohlas díky responzivnímu web designu a stabilnímu fungování aplikace na pomalé vietnamské síťové infrastruktuře.
V únoru 2013 byla aplikace Zalo zvolena mezi jedenu z nejinovativnějších asijských mobilních aplikací na serveru Techinasia.
| Čas             | Události                                                     |
| --------------- | ------------------------------------------------------------ |
| 8. srpna 2012   | Vydání první verze aplikace                                  |
| Září 2012       | Vydání aplikace na operační systémy iOS, Android a Nokia s40 |
| Duben 2013      | Zisk ocenění Sao Khuê 2013                                   |
| 20. března 2014 | Dosažení 10 milionů uživatelů                                |
| Listopad 2014   | Dosažení 20 milionů uživatelů                                |
| Listopad 2015   | Dosažení 40 milionů uživatelů                                |
| Duben 2016      | Dosažení 50 milionů uživatelů                                |
| 9. srpna 2017   | Dosažení 70 milionů uživatelů                                |
| 21. května 2018 | Dosažení 100 milionů uživatelů                               |

## Funkce
- Textové zprávy (včetně emotikonů, fotografií a GIF).
- Volání (hlasové hovory a videohovory).
- Sdílení souborů a videí
- Spojení s přáteli (prostřednictvím propojení s kontakty na Facebooku, naskenováním QR kódu nebo pomocí Hledat v okolí lze vyhledávat ostatní uživatele Zalo v okolí svého bydliště v okruhu až 2 km).
- Vytváření účtu Zalo Official Account

## Dostupnost
Seznam států, ve kterých je Zalo dostupné:
- Vietnam
- USA
- Myanmar
- Japonsko
- Tchaj-wan
- Jižní Korea
- Malajsie
- Saúdská Arábie
- Austrálie
- Angola
- Srí Lanka
- Česko
- Rusko